# Erlinsbach (Solura)
Erlinsbach – miejscowość i gmina w Szwajcarii, w kantonie Solura, w jednostce administracyjnej (Amtei) Olten-Gösgen, w okręgu Gösgen. Leży nad rzeką Aare. Powstała 1 stycznia 2006 w wyniku połączenia gminy Niedererlinsbach z gminą Obererlinsbach.

## Demografia
W Erlinsbachu mieszkają 3634 osoby. W 2022 roku 17,8% populacji gminy stanowiły osoby urodzone poza Szwajcarią. 

## Transport
Przez teren gminy przebiegają drogi główne nr 266 i nr 536.